# Anne Deslions
Anne Deslions, död 1873, var en fransk kurtisan. Hon tillhörde de berömda så kallade demimonderna i andra kejsardömets Paris.

## Biografi
Deslions föddes i fattigdom och prostituerade sig på en bordell från sexton års ålder. Hon rymde därefter från bordellen och etablerade sig sedan i Paris som kurtisan, grande horisontale, vilka hade en storhetstid under andra kejsardömets tid. 

### Arbetsliv
Som kurtisan fick hon en sällsynt möjlighet att bli rik på prostitution, något som annars sällan var möjligt. Det ingick i en kurtisans roll att ta höga priser för att rika män på detta vis kunde demonstrera att de var förmögna nog att kunna köpa deras tjänster. Hon var en tid älskarinna till kejsarens kusin prins Napoléon Joseph Charles Paul Bonaparte, känd för att köpa sex av var och en av Paris mest berömda kurtisaner. Han köpte henne ett hus vid rue Lord Byron.    
Bröderna Goncourt uppger att hon, då hon var bokad för en natt, sände sin kammarjungfru till sin kund i förväg med en nattdräkt: en särskild för varje kund, i den färg han föredrog. Bröderna tillbringade en middag med henne, och hon kommenterade då sin rikedom med orden:
"Jag har aldrig strävat efter att bli rik. När pengar regnat över mig, har jag samlat upp dem. Det är allt."

### Sista tid och eftermäle
Deslions avled fattig i smittkoppor, år 1873. 

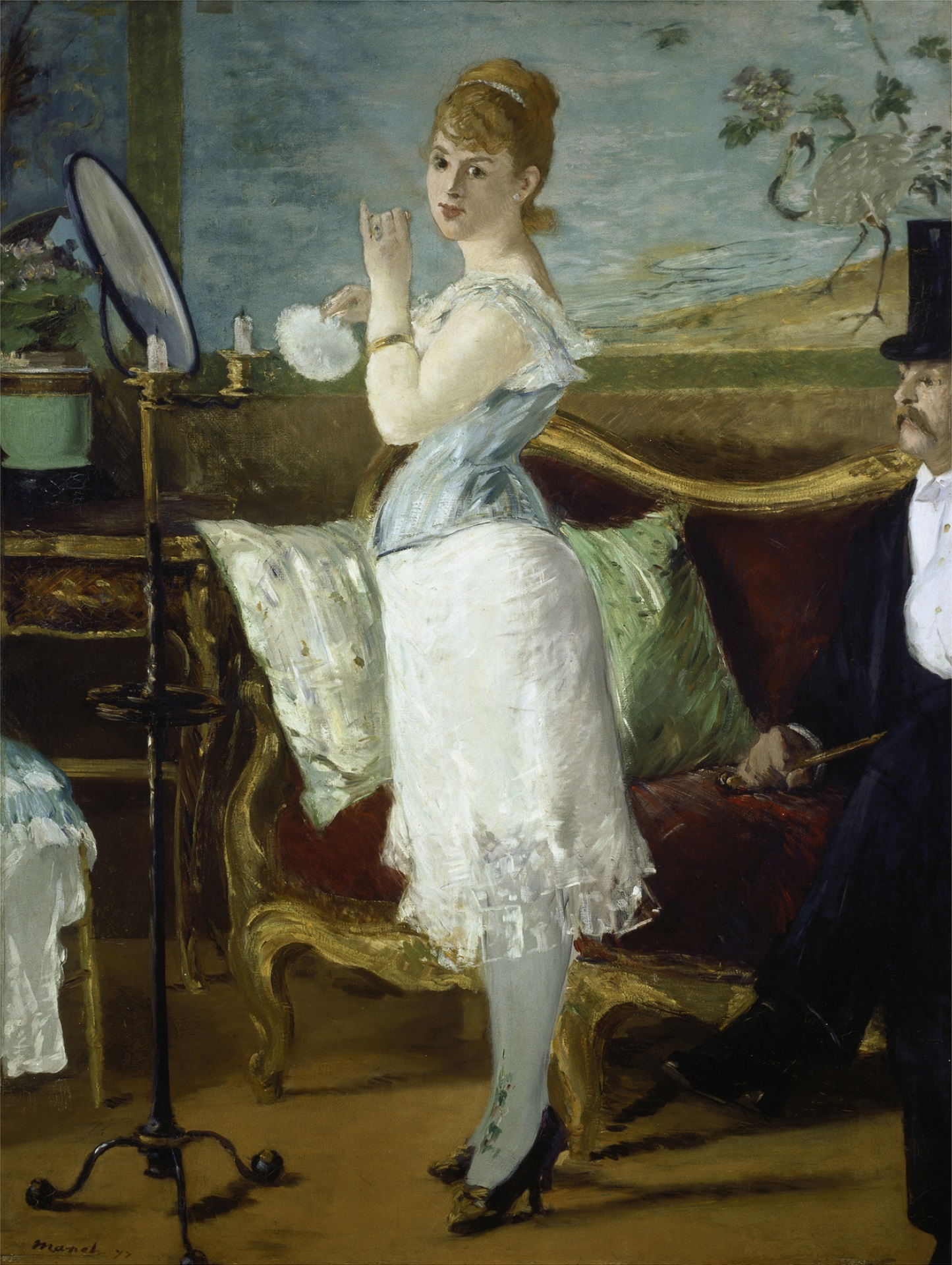
Nana av Édouard Manet, målad efter Deslions.

Anne Deslions anses ha stått modell både för Émile Zolas Nana och för Édouard Manets målning med samma namn efter romanen. En fransk potatisrätt, Pommes de terre Annette (även känd som Pommes Anna), har fått sitt namn efter henne.